# Paesi Bassi ai XIII Giochi olimpici invernali
I Paesi Bassi parteciparono ai XIII Giochi olimpici invernali, svoltisi a Lake Placid, Stati Uniti, dal 14 al 23 febbraio 1980, con una delegazione di 29 atleti impegnati in due discipline.